# پری کینگ
پری کینگ (انگلیسی: Perry King؛ زادهٔ ۳۰ آوریل ۱۹۴۸) یک هنرپیشه اهل ایالات متحده آمریکا است.
از فیلم‌ها یا برنامه‌های تلویزیونی که وی در آن نقش داشته است می‌توان به روز پس از فردا، مهمانی وحشی و سلاخ‌خانه شماره پنج اشاره کرد.